# UCI Road Women World Cup 2013
De UCI Road Women World Cup 2013, ook bekend als de Wereldbeker wielrennen voor vrouwen 2013, was de zestiende editie van deze internationale wielerwedstrijdcyclus voor vrouwen, die werd georganiseerd door de internationale wielerfederatie UCI. De competitie bestond uit acht eendagswedstrijden en begon op 9 maart met de wereldbekerwedstrijd Ronde van Drenthe in Nederland. Wereldkampioene Marianne Vos won deze editie van de wereldbeker.

## Puntentelling
De nummers één tot en met twintig behaalden punten voor het wereldbekerklassement. 
- 1e plaats - 75 pnt
- 2e plaats - 50 pnt
- 3e plaats - 35 pnt
- 4e plaats - 30 pnt
- 5e plaats - 27 pnt

- 6e plaats - 24 pnt
- 7e plaats - 21 pnt
- 8e plaats - 18 pnt
- 9e plaats - 15 pnt
- 10e plaats - 11 pnt

- 11e plaats - 10 pnt
- 12e plaats - 9 pnt
- 13e plaats - 8 pnt
- 14e plaats - 7 pnt
- 15e plaats - 6 pnt

- 16e plaats - 5 pnt
- 17e plaats - 4 pnt
- 18e plaats - 3 pnt
- 19e plaats - 2 pnt
- 20e plaats - 1 pnt

## Overzicht
| №  | Datum | Wedstrijd                                | Locatie            | Winnares                   |
| -- | ----- | ---------------------------------------- | ------------------ | -------------------------- |
| #1 | 09/03 | Ronde van Drenthe                        | Drenthe, Nederland | Marianne Vos               |
| #2 | 24/03 | Trofeo Alfredo Binda-Comune di Cittiglio | Cittiglio, Italië  | Elisa Longo Borghini       |
| #3 | 31/03 | Ronde van Vlaanderen                     | Oudenaarde, België | Marianne Vos               |
| #4 | 17/04 | Waalse Pijl                              | Hoei, België       | Marianne Vos               |
| #5 | 12/05 | Ronde van Chongming                      | Chongming, China   | Tetjana Riabtsjenko        |
| #6 | 16/08 | Open de Suède Vårgårda (ploegentijdrit)  | Vårgårda, Zweden   | Team Specialized-lululemon |
| #7 | 18/08 | Open de Suède Vårgårda                   | Vårgårda, Zweden   | Marianne Vos               |
| #8 | 31/08 | GP Ouest France-Plouay                   | Plouay, Frankrijk  | Marianne Vos               |

## Eindklassement
| №  | Naam                 | Punten | Punten | Punten | Punten | Punten | Punten | Punten | Punten | Totaal |
| №  | Naam                 | #1     | #2     | #3     | #4     | #5     | #6     | #7     | #8     | Totaal |
| -- | -------------------- | ------ | ------ | ------ | ------ | ------ | ------ | ------ | ------ | ------ |
|    | Marianne Vos         | 75     | 24     | 75     | 75     | -      | 35     | 75     | 75     | 429    |
|    | Emma Johansson       | 35     | 50     | 35     | 27     | 30     | 25     | 50     | 50     | 302    |
|    | Ellen van Dijk       | 50     | 35     | 50     | 24     | -      | 35     | 30     | -      | 224    |
| 4  | Anna van der Breggen | 10     | 15     | 21     | 30     | -      | 20     | 27     | 35     | 158    |
| 5  | Elisa Longo Borghini | -      | 75     | 30     | 50     | 1      | -      | -      | -      | 156    |
| 6  | Annemiek van Vleuten | 8      | 21     | 27     | -      | -      | 30     | -      | 15     | 101    |
| 7  | Amy Pieters          | -      | -      | -      | -      | 35     | 10     | 35     | -      | 80     |
| 8  | Tetyana Riabchenko   | -      | -      | -      | -      | 75     | -      | -      | -      | 75     |
| 9  | Giorgia Bronzini     | -      | -      | 8      | -      | 50     | -      | 11     | -      | 69     |
| 10 | Evelyn Stevens       | -      | -      | -      | -      | -      | 35     | 24     | 1      | 60     |